# Свети Иван (остров)
Свети Иван  е най-големият от петте острова в българските териториални води на Черно море с площ от 0,66 km2. Намира се на 910 m от най-северната точка на полуостров Столец (старият Созопол). Най-високата му точка се издига на 33 m над морското равнище.
На Св. Иван е построен сонарен морски фар (42°26′19″ с.ш., 27°41′26″ и.д.), който подава звукови сигнали и – заедно с фара на нос Емине – показва пътя на плавателните съдове към Бургаския залив.
Островът е бил свято място за древните траки, които направили тук свое светилище още през VII в. пр.н.е. Тогава на южния бряг на острова е издигнат голям храмов комплекс, чието средище е високата 13,2 m бронзова статуя на бог Аполон Лечител, дело на скулптора Каламис.
В средата на V век на о-в Св. Иван е издигната раннохристиянска базилика. В края на V – началото на VI в. е изграден храмът „Св. Богородица“, който вероятно е бил свързан със значителен манастирски комплекс. След значително прекъсване манастирът е възстановен през втората половина на Х век и се превръща в активен книжовен център. Най-ранната книга, създадена тук, е датирана от Х век, а най-ценната – романът „Варлаам и Йоасаф“, от ХІІ в., днес се съхранява във Ватиканската апостолическа библиотека. В манастирската библиотека (скрипторий) работили много високообразовани монаси-книжовници, които копирали богослужебни книги, житийни съчинения и правели преводи от гръцки на български език. Това дало възможност манастирът да се превърне в крупен разпространител на християнската култура и да се развива като голям християнски център по Черноморското крайбрежие. Обновен е значително през 1263 г., когато Михаил Глава Тарханиот построява нов съборен храм – „Свети Йоан Кръстител“. Още тогава манастирът е обявен за царски, а през 1308 г., след венчаването на българския цар Тодор Светослав за Теодора Палеологина на острова, манастирът получава статут на царски. През 1363 г. император Йоан V Палеолог издава златопечатна грамота, с която се потвърждават поземлените владения на манастира. Разрушен е до основи през 1453 г. и е възстановен през 1467 – 1471 г. от монаха Гервасий. Активната книжовна дейност на манастира продължава и в първите векове на османското владичество. През 1623 г. казашки пирати от северното Черноморско крайбрежие ограбили манастира „Свети Йоан Предтеча“, а при сраженията им с турската флотилия той е напълно опожарен и престанал да съществува. Турците го изравняват със земята през юли 1629 г., за да не може да послужи като убежище на пиратите при нашествия. Монасите се преместват в манастир на о. Халки. Манастирът на остров Св. Иван от началото до края е ставропигиален на цариградската патриаршия и тук са погребани след изгнание двама бивши нейни патриарси.
В югозападния край на острова през Руско-турската война от 1828 – 1829 г. е изграден руски лазарет.
След 1985 г. са проведени частични археологически разкопки, които разкриват останките от двата християнски храма, библиотеката, царската резиденция и други.
На 28 юли 2010 г. в 13,30 часа по време на археологически разкопки под ръководството на проф. Казимир Попконстантинов и н. с. Цоня Дражева на най-ранната църква в средновековния манастир „Св. Йоан Кръстител“, построена в началото на V век, е открит в развалините на манастира реликварий с мощи на Свети Йоан Кръстител. Реликварият с мощите на светеца е разпечатан на 1 август същата година от специална комисия. Мощите днес са изложени за поклонение в храма „Св. св. Кирил и Методий“ в гр. Созопол.
През 2012г. Професорите от Оксфорд Томас Хигъм и Кристофър Рамзи се опитват да датират с радиовъглерод четирите човешки кости, но само една от тях е съдържала достатъчно количество колаген, за да бъде датирана успешно. Но удивителното е, че действително костта датира до около времето на Христос. 
Професор Хигъм казал: „Бяхме изненадани, когато радиовъглеродното датиране показа тази много ранна възраст.  Подозирахме, че костите може да са по-нови от това, може би от трети или четвърти век.  Въпреки това, резултатът от метакарпалната кост на ръката е ясно в съответствие с някой, живял в началото на първи век сл. Хр.  Дали този човек е Йоан Кръстител е въпрос, на който все още не можем да отговорим със сигурност и вероятно никога няма да го направим."
Допълителни научни изследвания се приближават към доказателство за автентичността на реликвите. Бившият студент от Оксфорд д-р Ханес Шрьодер и професор Еске Вилерслев, и двамата от университета в Копенхаген, реконструират пълната геномна последователност на митохондриалната ДНК от три от човешките кости, за да установят, че всички кости са от един и същи индивид.  Показателно е, че те идентифицираха семейна група от гени (mtDNA хаплотип) като група, която най-често се среща в Близкия изток, който днес е по-известен като Близкия изток - регионът, от който би трябвало да произхожда Йоан Кръстител.  Те също така установиха, че костите вероятно са на мъжки индивид след анализ на ядрената ДНК от проби.
Екологична важност: Островите Св. Иван и Св. Петър са обиталища на над 70 вида птици. Те са приютили най-голямата колония на средиземноморски чайки (Ichthyaetus audouinii) и жълтокраки чайки (Larus michahellis) в България, разположена на старите им, естествени места за гнездене. Остров Св. Иван е природен и археологически резерват, поставен под закрила на държавата с постановление, обнародвано в бр. 35/1965 г. на Държавен вестник. През 1993 г. е обявен за защитена територия, с цел опазване на естествените местообитания на редки и застрашени видове птици, включени в Червената книга на България. На остров Св. Иван се намира и единствената в страната популация на интродуцирания през 1934 г. вид заек подземник (Oryctolagus cuniculus).Посещението на острова се извършва с лодки и корабчета от пристанището в Созопол, също така и с каяци от "Мидения плаж" в края на стария град. На острова са изградени два пристана, от които тръгват обозначени туристически пътеки, водещи до археологическия паметник – манастира „Св. Йоан Кръстител“. Достъпът е строго забранен с министерско постановление в периода април-юли (до 30 юли), когато гнездят гларусите.